# 多头秤

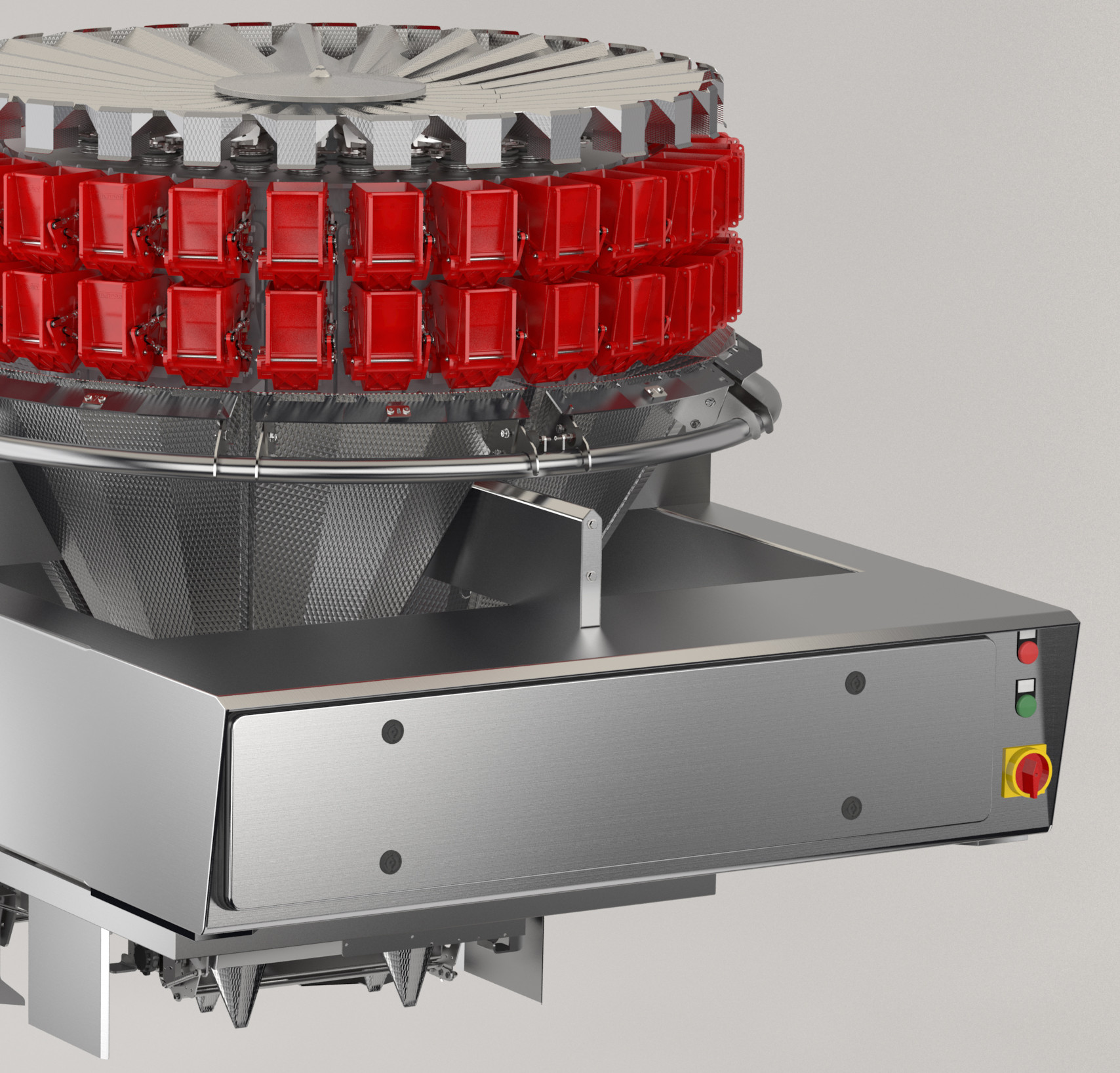
多头秤（28头）

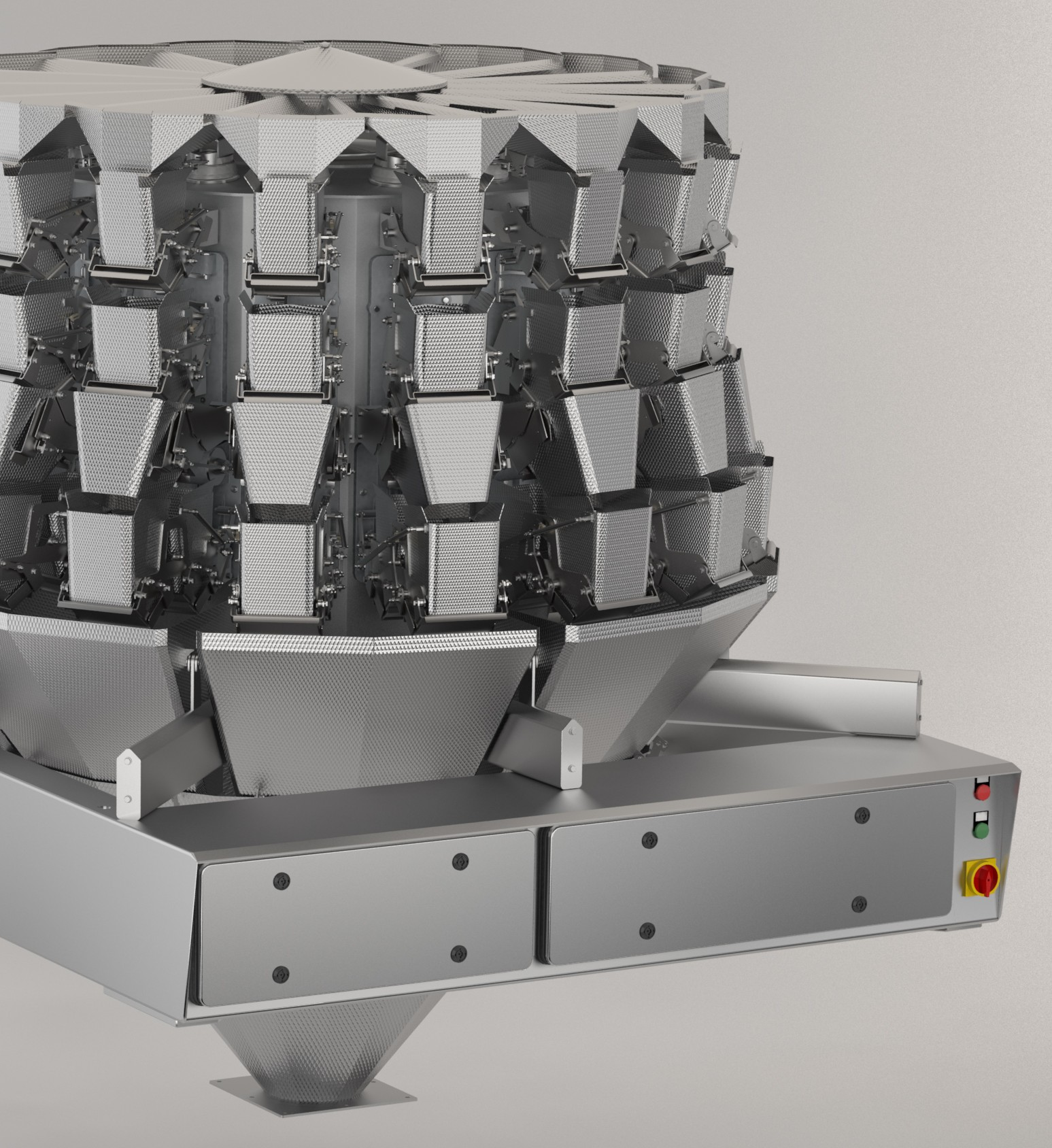
多头秤（24头），带有存储料斗，可快速卸料。

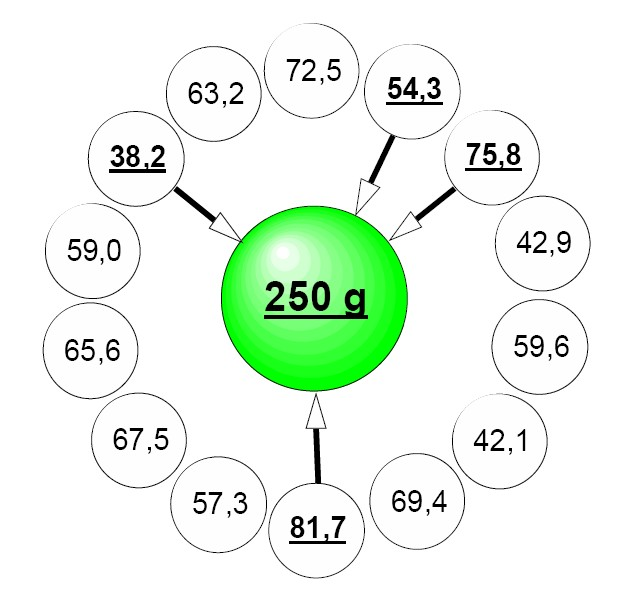
多个称重斗的组合，从而达成目标重量250g。

多头秤是一种快速，准确和可靠的称重机，用于包装食品和非食品产品。 

## 历史
多头秤是由Ishida于1970年代发明和开发的，在世界各地的食品工业中有广泛的应用。
如今，由于其高速和高精度，这种机器已在包装行业中得到广泛采用，并由许多制造商在全球范围内生产。一些制造商延伸出完整的包装生产线，将多头秤与其它作用的包装机集成在一起，从全自动包装机到成品输送机和检查系统。其中检查系统包括称重剔除机和金属检测剔除系统。

## 工作原理
每包的“典型目标”重量可能是100克产品。将产品送入多头秤的顶部，在此处将其分散到称重斗中。
称重斗将称量并记录每个称重料斗中产品的重量，并计算哪种或者哪几种组合包含最接近目标重量100克的重量。多头秤的控制系统将打开该组合的所有料斗，产品通过出料槽落入下方的容器中或者分配系统中。
下料通常是由重力，振动或离心力引起的。进料可以由振动，重力，皮带或螺杆系统驱动。

## 使用多頭秤
灌装到袋子里面
可使用多头秤称量的袋子范围非常广。规模的一端是许多公斤的大型餐饮包。另外还有一小袋薯片，可以高速高效地处理。
混合称量
包含多达八种成分的产品可以在多头秤上快速混合。称量器分为多个部分，每个部分都有自己的进料口。例如，包含榛子和干果加两种相对便宜的食材的早餐谷物可以在一个多头秤上称重，例如八个头分别用于较昂贵的成分，而四个头分别用于其他两个成分。这将确保较高的称量速度，同时确保可以忽略昂贵成分的过量填充。
放入托盘
分配系统使您可以将多头称量的速度和准确性与将产品精确，输送到托盘中结合起来。

## 应用领域
最初使用多头秤来称量某些蔬菜。在1970年代和1980年代，它们的应用呈指数级增长，当时它们被用于快速称量零食和糖果成袋。
粘性产品
奶酪（包括磨碎的奶酪）、新鲜肉类、鱼类可以使用该产品。
颗粒和粉末
咖啡颗粒等颗粒和松散茶等产品可以在当今的多头秤上进行称重。
易碎产品
具有更浅的下降角度的称重器和各种带衬垫的衬垫的独特构造，将使称量易碎物品成为可能，例如手工制作的巧克力和美味的饼干。通常与装箱机或旨在处理易碎产品的其他包装系统搭配使用。 
复杂产品
使用专门的设计可以将米饭，肉类和蔬菜与即食一起进行灌装。

## 另見
- 灌装机